# Pfarrkirche Vorchdorf

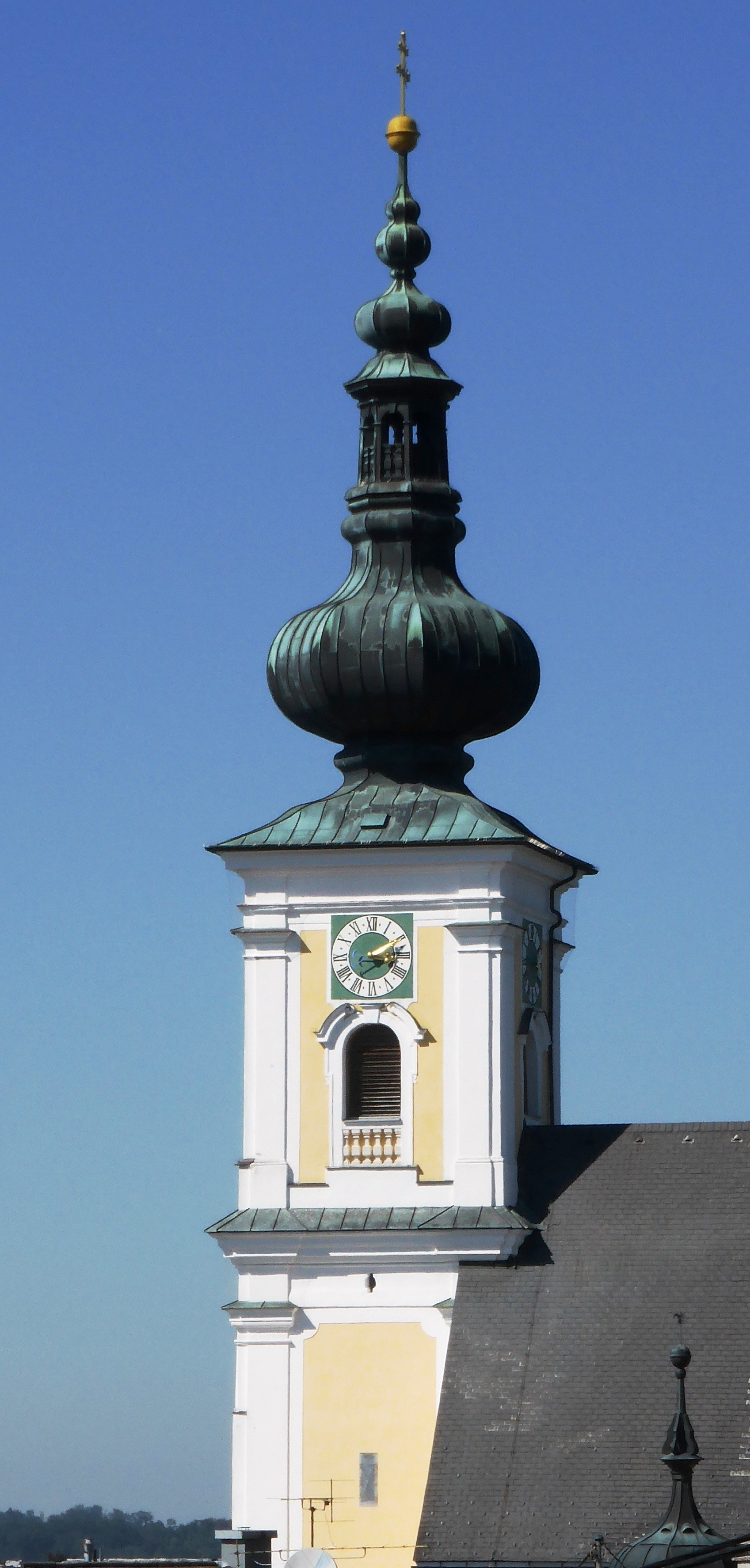
Turmgestaltung von 1786

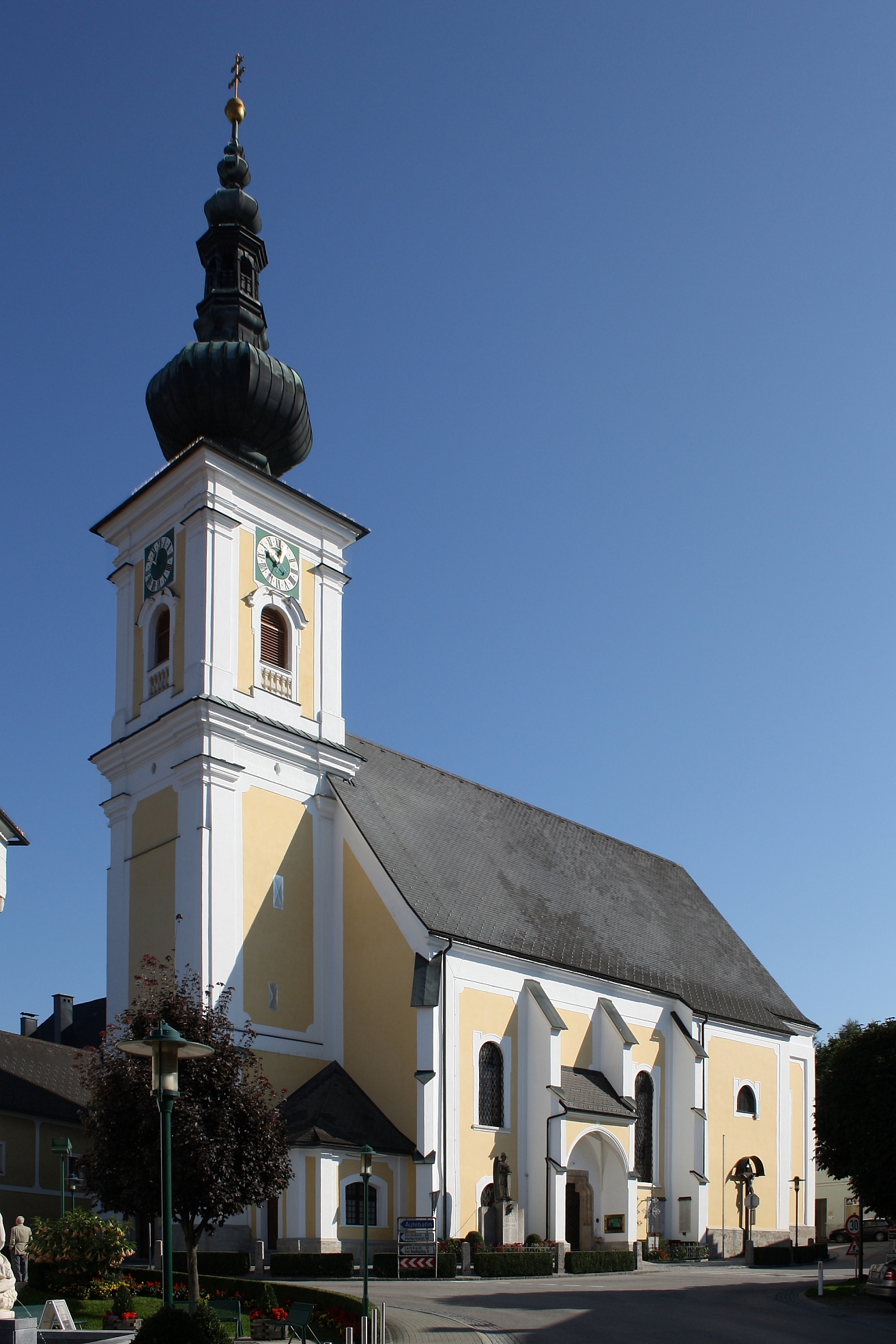
Pfarrkirche Vorchdorf

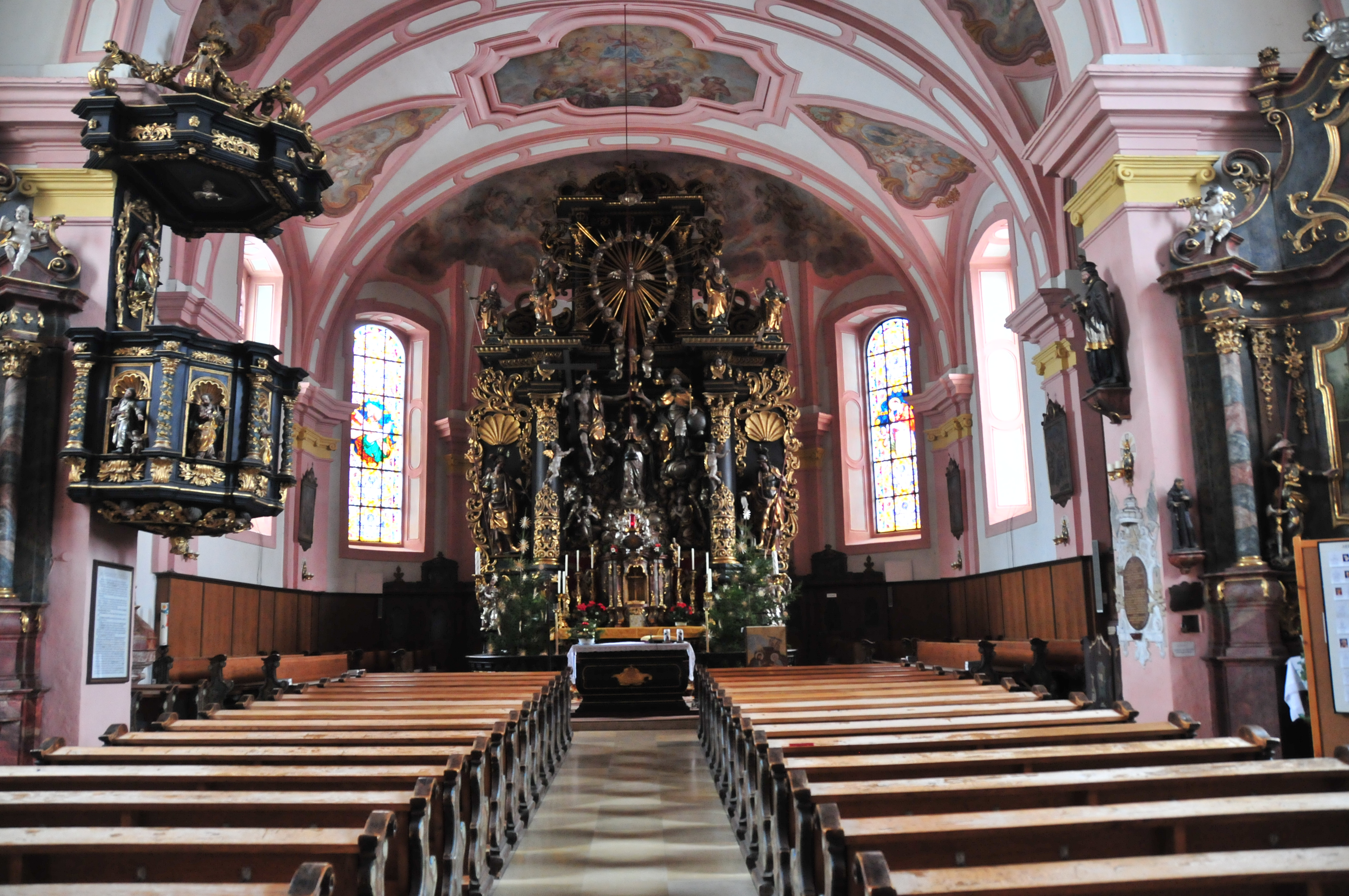
Pfarrkirche Vorchdorf

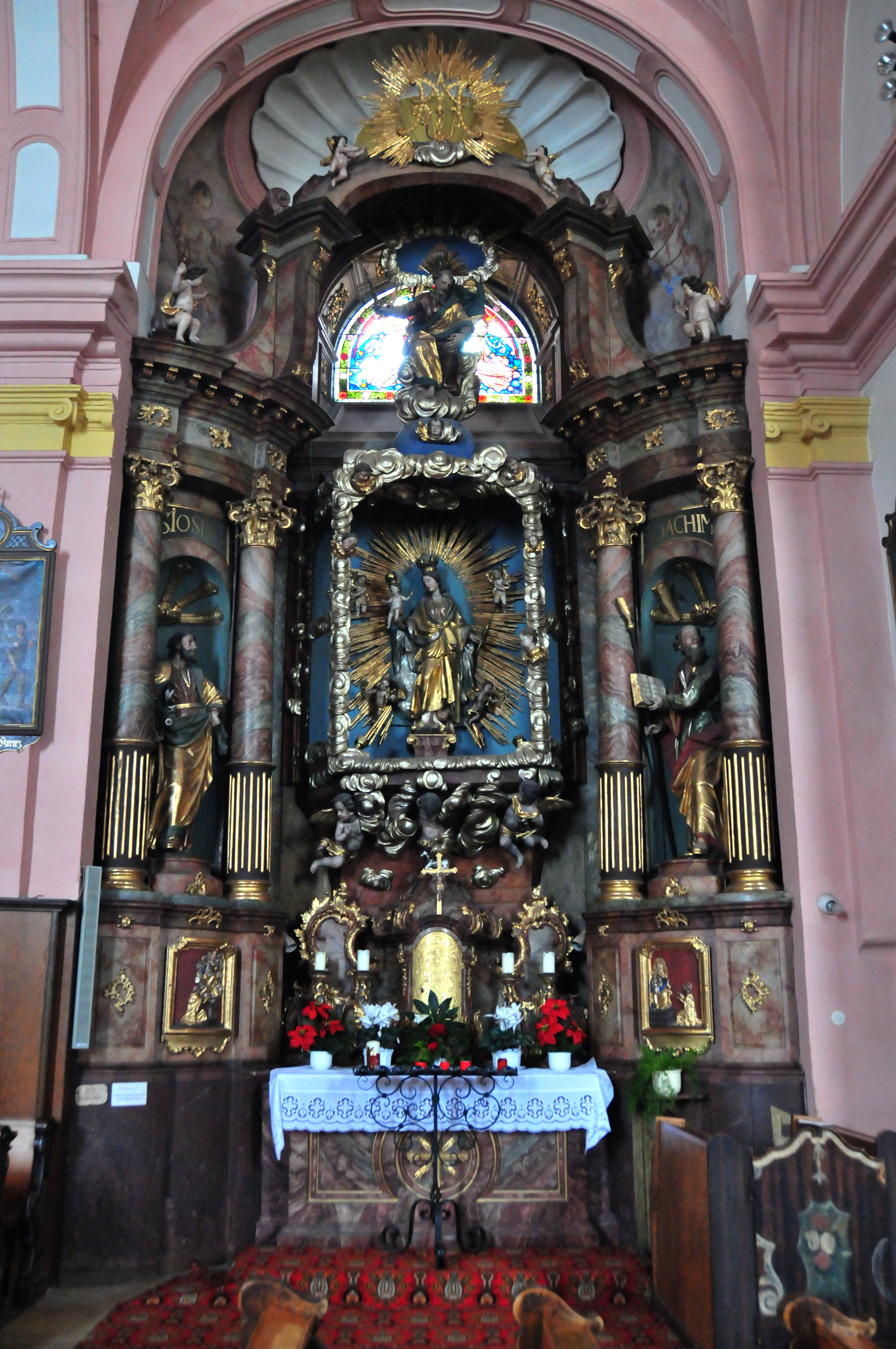
Gnadenaltar, Südwand, um 1680

Die römisch-katholische Pfarrkirche Vorchdorf ist die Pfarrkirche der Marktgemeinde Vorchdorf in Oberösterreich, sie ist dem Fest Mariä Himmelfahrt geweiht. Der ursprünglich spätgotische, um 1700 barockisierte Kirchenbau hatte lange den Rang als Wallfahrtskirche Maria Trost im Thale. Das Patrozinium wird am 15. August gefeiert. Sie gehört zum Dekanat Pettenbach in der Diözese Linz und steht unter Denkmalschutz.

## Geschichte
Die erste Kirche soll schon im 11. Jahrhundert auf dem Kirchenbühel, einem Ortsteil von Vorchdorf, gestanden sein. Nach deren Zerstörung wurde die Kirche später aber im Tal wieder aufgebaut, der Legende nach am Fuß des Hügels, wo sich der heutige Pfarrhof befindet.
1196 wird die Pfarrkirche urkundlich erwähnt. Bischof Wolfker von Passau übergibt an Abt Manegold von Kremsmünster die Patronatsrechte der Kirche. Papst Innozenz IV. bestätigt 50 Jahre später die Besitzungen, wobei die Filialkirche Vorchdorf erneut Erwähnung findet.
1448 weihte Bischof Sigmund von Passau die Kirche, die Altäre und den Friedhof. Am 25. August 1507 wurde von Weihbischof Bernhard von Passau eine neu erbaute gotische Kirche mit zwei Altären geweiht. Die Kirche diente vor der Reformation lange Zeit als Wallfahrtskirche „Maria Trost im Thale“.
P. Martin Resch, von 1698 bis 1704 Pfarrer von Vorchdorf und späterer Abt von Kremsmünster, ließ um 1700 die alte gotische Kirche fast gänzlich abtragen und ein neues, barockes Gebäude erbauen. Das gotische Haupttor mit Vorhalle im Süden und die Außenwände des gotischen Schiffs mit den Strebepfeilern der alten, spätgotischen Kirche wurden wiederverwendet. Der Neubau wurde von Baumeister Leonhard Enthofer und Friedrich Kreyll, Zimmermeister von Lambach durchgeführt. Zu dieser Zeit erhielt die Kirche ihre heutige Form: das Langhaus mit Tonnengewölbe und Doppelempore im Westen sowie einer Halbkapelle im Süden.
Der Kirchturm wurde um 1500 völlig neu erbaut. Von 1777 bis 1786 wurde der Zwickelturmhelm abgebrochen und ein Zwiebelturm errichtet. Der Kirchturm ist 56 Meter hoch.
Von 1892 bis 1903 wurde die Kirche unter der Leitung des damaligen Pfarrers P. Ulrich Steindlberger gründlich renoviert. Die Deckengemälde wurden von Michael Lakner aus Kirchberg bei Kitzbühel neu gestaltet und 1894 für die beiden Seitenaltäre zwei neue Altarbilder gekauft. 1895 wurden für das Presbyterium neue Fenster angeschafft, welche die Heiligen Ulrich und Karl Borromäus darstellen. Um 4810 Kronen wurde eine neue Orgel von Breinbauer aus Ottensheim gekauft, welche am 20. Oktober 1902 angeliefert und am 9. November 1902 kollaudiert und eingeweiht wurde.
1948 wurde die Pfarrkirche unter P. Wilhelm Weiß innen restauriert. Dabei legte der Maler Engelbert Daringer Fresken aus der Barockzeit frei. 1956 wurde die Kirche durch P. Raimund Gruber außen renoviert. Bei der Turmrenovierung 1971 wurde die Zwiebel abgetragen und neu errichtet.

## Architektur
Die ursprünglich zweischiffige, spätgotische Kirche wurde 1700 barockisiert. Der Kirchturm von 1700 mit einem Zwiebelturm mit Laterne steht im Westen vor der Fassade.
Unter Beibehaltung der Außenmauern und Strebepfeiler entstand ein einschiffiges, dreijochiges Langhaus mit einem Tonnengewölbe mit Stichkappen und ein zweijochiger Chor, ebenfalls mit einem Tonnengewölbe und Stichkappen, und einem geraden Abschluss mit abgeschrägten Ecken, von außen ein Dreiachtelschluss. Im Westen ist eine dreiachsige, zweigeschoßige Empore eingebaut. Im Süden führt ein profiliertes, spätgotisches Schulterportal in eine Vorhalle mit einem Netzrippengewölbe. Die ehemalige Nische des Nordtores wurde in eine Kapelle umgebaut.

## Ausstattung
Wandmalerei
Die Deckengemälde der Kirche stammen aus der Zeit um 1760. Sie stellen in den Hauptfeldern die vier Hauptfeste Mariens dar. In kleineren Feldern am Gewölbe sind Sinnbilder aus der lauretanischen Litanei dargestellt. Nach neuen Erkenntnissen wurden die Deckengemälde von dem Sierninger Maler Johann Georg Haller (1725–1763) geschaffen.
Hochaltar
Der mächtige, barocke Hochaltar stammt laut Urkunde aus der Zeit 1689–1691. Er besteht aus einem Retabel, das durch Säulen und Gesimse gegliedert wird. 1740 wurde er übersiedelt und dabei überarbeitet.
Der Altar zeigt eine „Maria Krönungsgruppe“ im Zentrum, vielleicht von Johann Georg Schwanthaler aus Gmunden, daneben zwei Statuen, die sogenannten „Schreinwächter“, die Heiligen Sebastian und Florian. Am Hauptgesimse finden sich vier Figuren, die heilige Juliana, Anna Selbdritt, Barbara und Magdalena. Sie wurden vom deutschen Bildhauer Michael Zürn d. J. um 1690 geschaffen und gelten als hervorragende Arbeiten österreichischer Barockplastik. Beidseits des Tabernakels befinden sich kniende Engelsfiguren, die mit der Bildhauerfamilie Schwanthaler in Verbindung gebracht werden. Komplettiert wird der Hochaltar durch die Darstellung der Dreifaltigkeit mit einer Taube auf einer Strahlengloriole.
Gnadenaltar
In einer Halbkapelle des Chores befindet sich der Gnadenaltar aus dem 2. Drittel des 18. Jahrhunderts mit einer Marienstatue „Maria mit dem Kinde“ von Michael Zürn d. J. aus dem Jahr 1690. Die Altararchitektur gleicht einem nach vorne offenem Tempelbau, wobei zwei Paare von Säulenädikulen die Altarkapelle abgrenzen, beiderseits je eine Statue, links der heilige Josef und rechts der heilige Joachim. Über dem Altar der segnende Gottvater auf der Weltkugel.
Seitenaltäre
Im Langhaus stehen zwei Seitenaltäre von 1743/1744, laut Urkunde von dem Bildhauer Anton Remele und dem Tischler Franz Pfeffer. Der linke Altar war ursprünglich dem heiligen Josef geweiht. 1879 wurde das Altarbild durch ein Werk des Malers Eduard Linde ersetzt und auf den rechten Seitenaltar übertragen. Dieser war dem heiligen Benedikt geweiht, heute aber der Heiligen Familie. Die Skulpturen zeigen die Heiligen Agapitus, Florian, Georg und Leopold. Beide Altäre wurden 1856 und 1959 renoviert.
Kanzel
Eine Kanzel wird erstmals 1634 urkundlich genannt. Die heutige Form der Kanzel dürfte um 1700 entstanden sein und wird dem Welser Bildhauer Johann Carlsperger zugeschrieben. Sie besteht aus einem fünfeckigen Korb, der durch kleine Säulen und gerahmte Nischen mit Akanthus gegliedert ist. In den Nischen sind figurale Darstellungen der vier Evangelisten.
Sonstiges Inventar
Ein großes, spätgotisches Kruzifix um 1520 mit einem lebensgroßen Corpus hängt über dem ehemaligen Nordtor. 1977 wurde es bei einem Brand der darunter liegenden Lourdesgrotte beschädigt. Der Taufstein wurde 1790 vom Kremsmünsterer Steinmetz Blasius Böck gefertigt. Die dazu gehörige Abdeckung wurde gestohlen. Außerdem befinden sich in der Kirche zwei Beichtstühle von dem Lambacher Tischler Johann Michael Rassinger (1790). Das Kirchengestühl mit barocken Seitenwangen mit Blumenrankenmalerei stammt aus dem Jahre 1760. 1967 wurde es im Zuge einer Kirchenrenovierung erneuert.

## Orgel

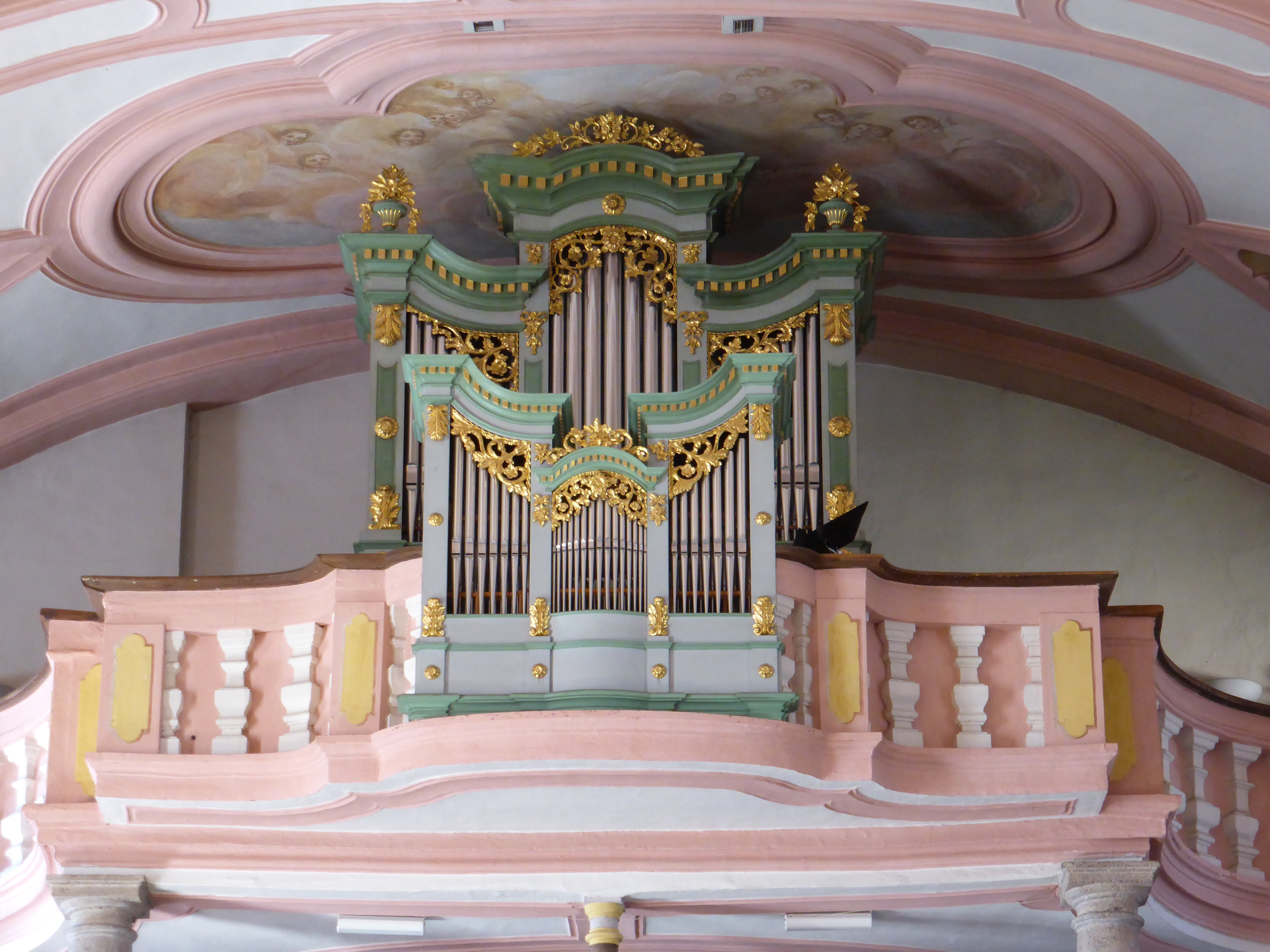
Orgel 1800/1995

1651 war in der Pfarrkirche schon ein Orgel-Instrument vorhanden gewesen, es stammte von Daniel Recher, einem Orgelmacher aus dem Kloster Garsten. Peter Hölzl (1750/51–1827) baute in den Jahren 1799/1800 eine neue Orgel, von der noch das Gehäuse erhalten geblieben ist. Dieses Instrument war oft und nachteilig verändert worden, sodass in den 1990er-Jahren ein Neubau erwogen wurde. 1995 schuf dann die Firma Orgelbau Kaltenbrunner GmbH eine neue Orgel mit 21 Stimmen auf zwei Manualen und Pedal, wobei in die Emporenbrüstung ein neues Positiv, in Form einer Stilkopie, eingefügt wurde.

## Außen rund um die Kirche
Kriegerdenkmäler
An der Südseite befinden sich ein Missionskreuz aus Gröden aus dem Jahre 1879 sowie die Kriegerdenkmäler für die Gefallenen der beiden Weltkriege. Entworfen wurde das Denkmal vom Bildhauer A. Gerhard aus Gmunden. Es besteht aus einem dreiteiligen Kunststeinsockel mit einem Mittelstück, das die Steinfigur des heiligen Michael trägt. Es zeigt die Inschrift „Den Helden 1914–1918“. In den beiden Seitenteilen sind die Namen von 70 im Krieg Gefallenen aus Vorchdorf graviert. Das Denkmal wurde am 2. Oktober 1921 durch Bürgermeister Michael Kitzmantel feierlich enthüllt. Es steht unter Denkmalschutz.
Ehemalige Totenkapelle
Neben dem Kirchturm im Südwesten befindet sich eine ehemalige Totenkapelle aus der ersten Hälfte des 18. Jahrhunderts mit barocken Gewölbemalereien.

## Bildergalerie

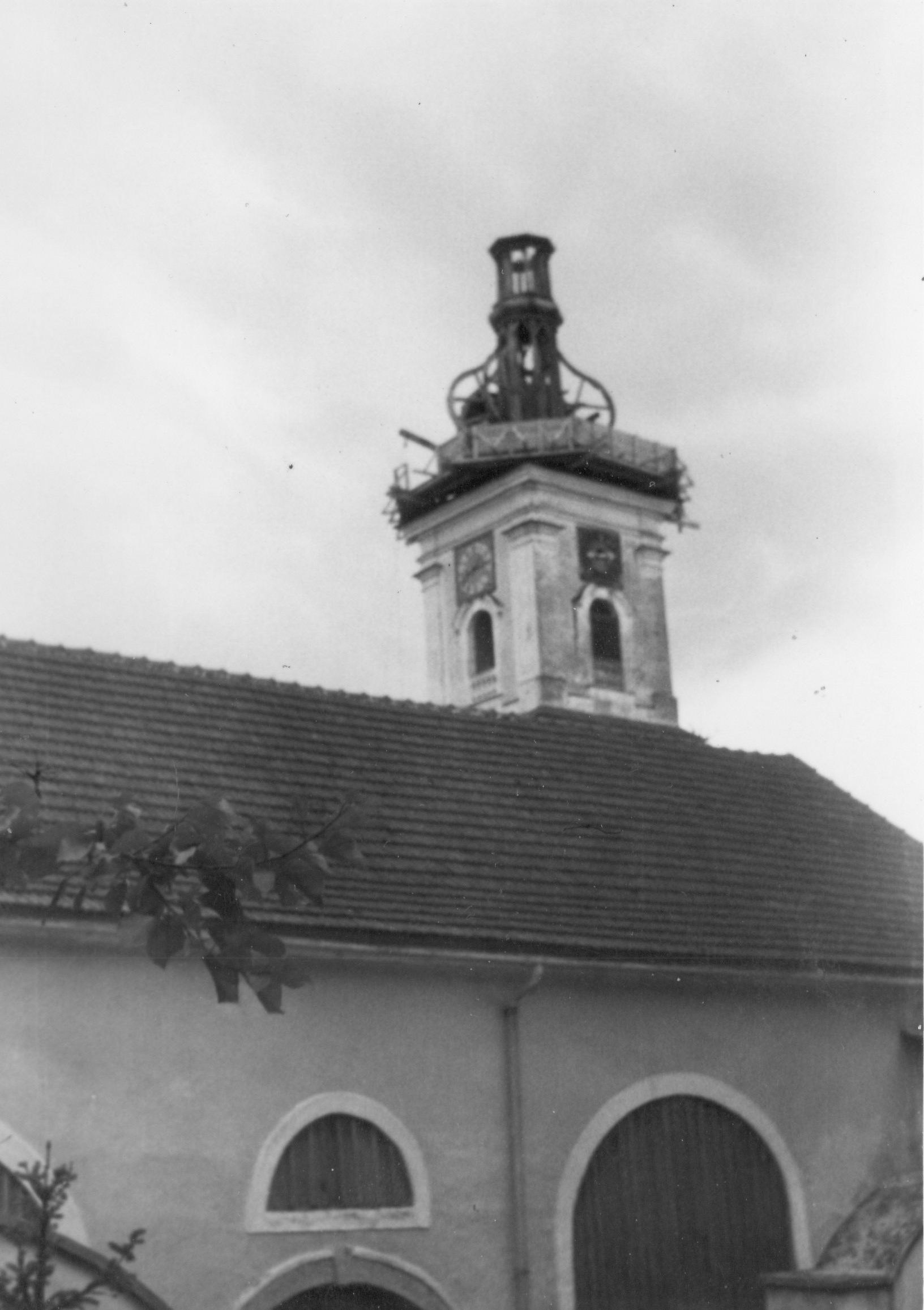
Turm während der Neueindeckung 1971
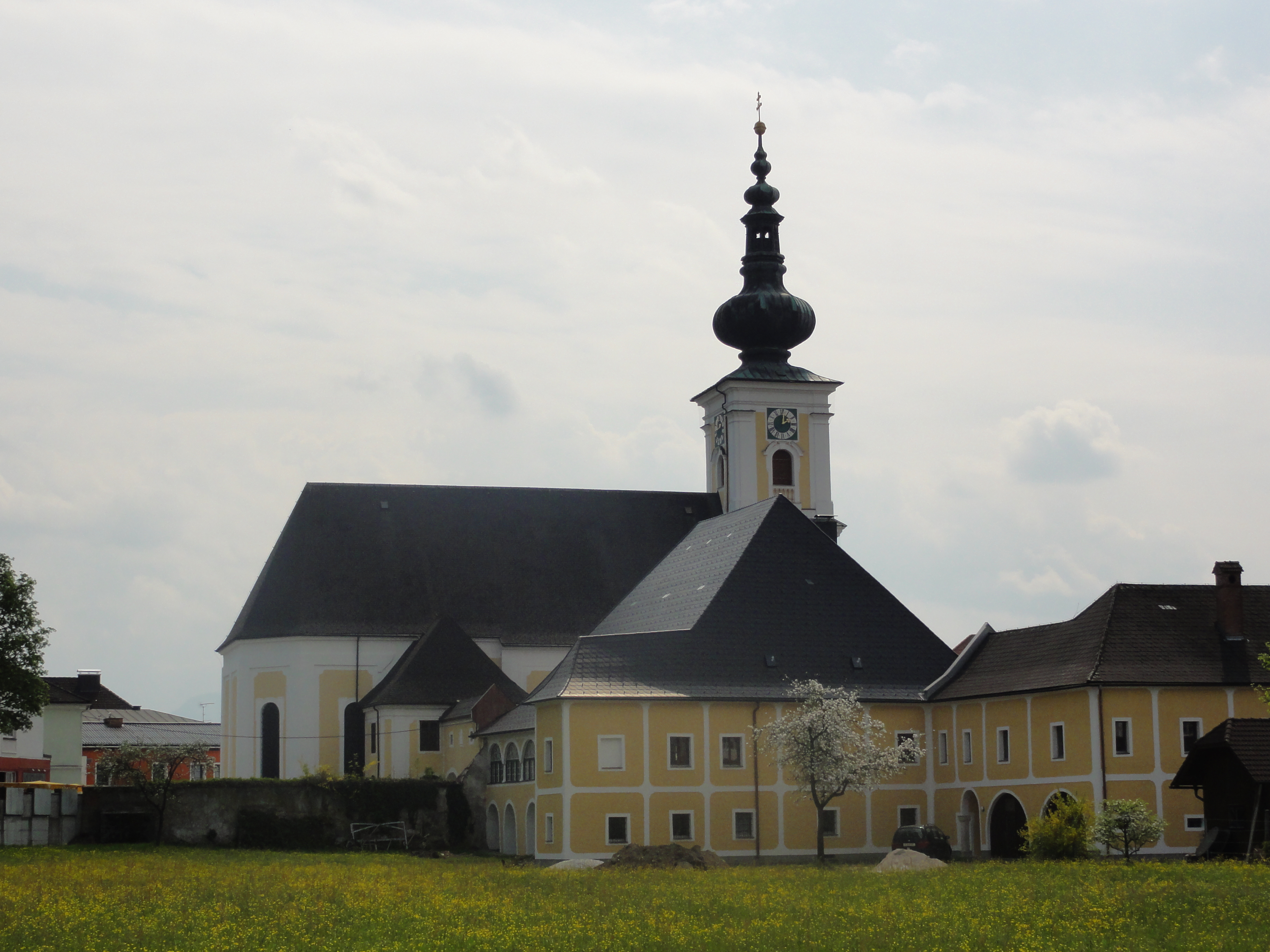
Kirche mit dem Pfarrhof
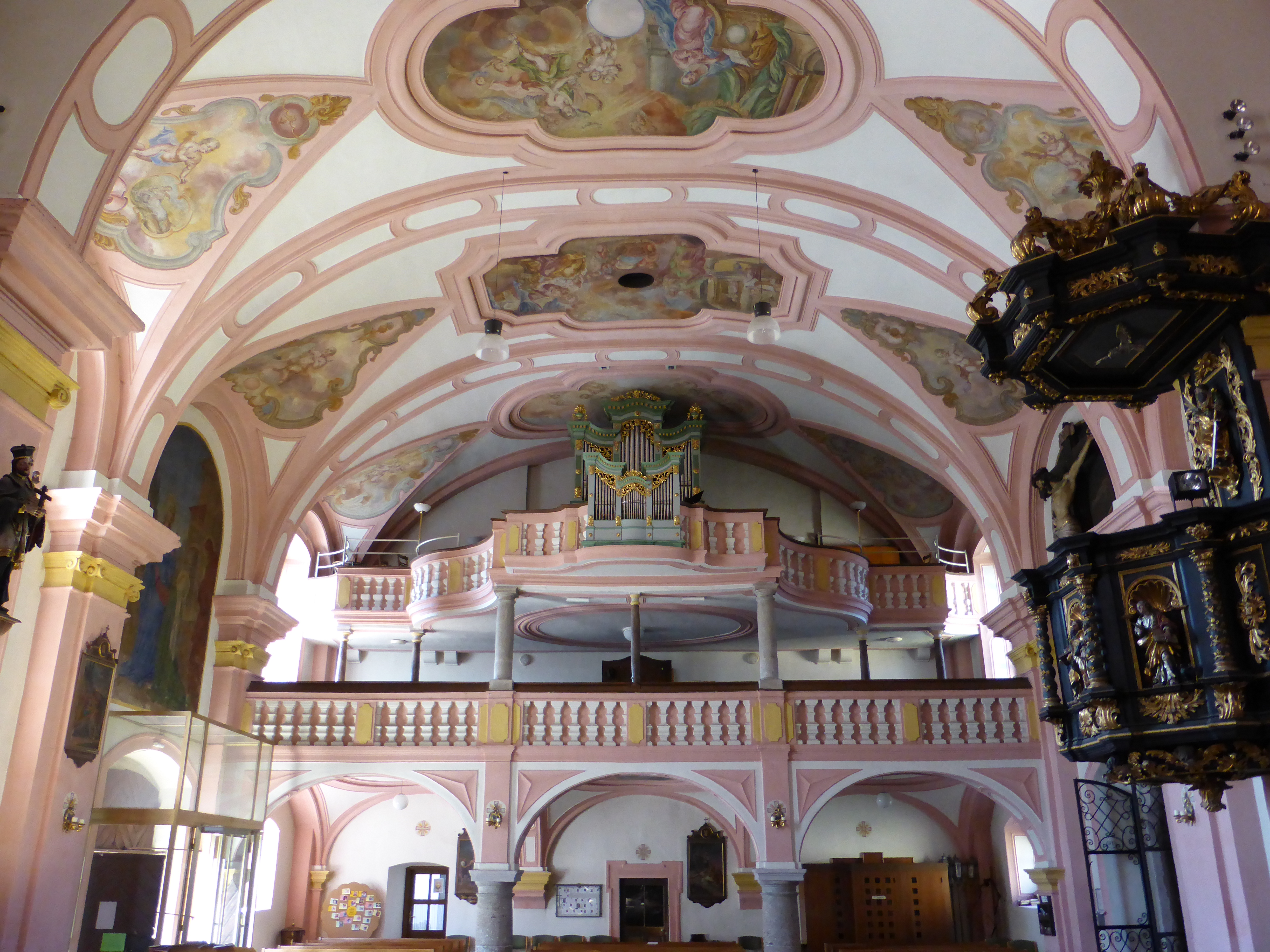
Doppelempore im Westen
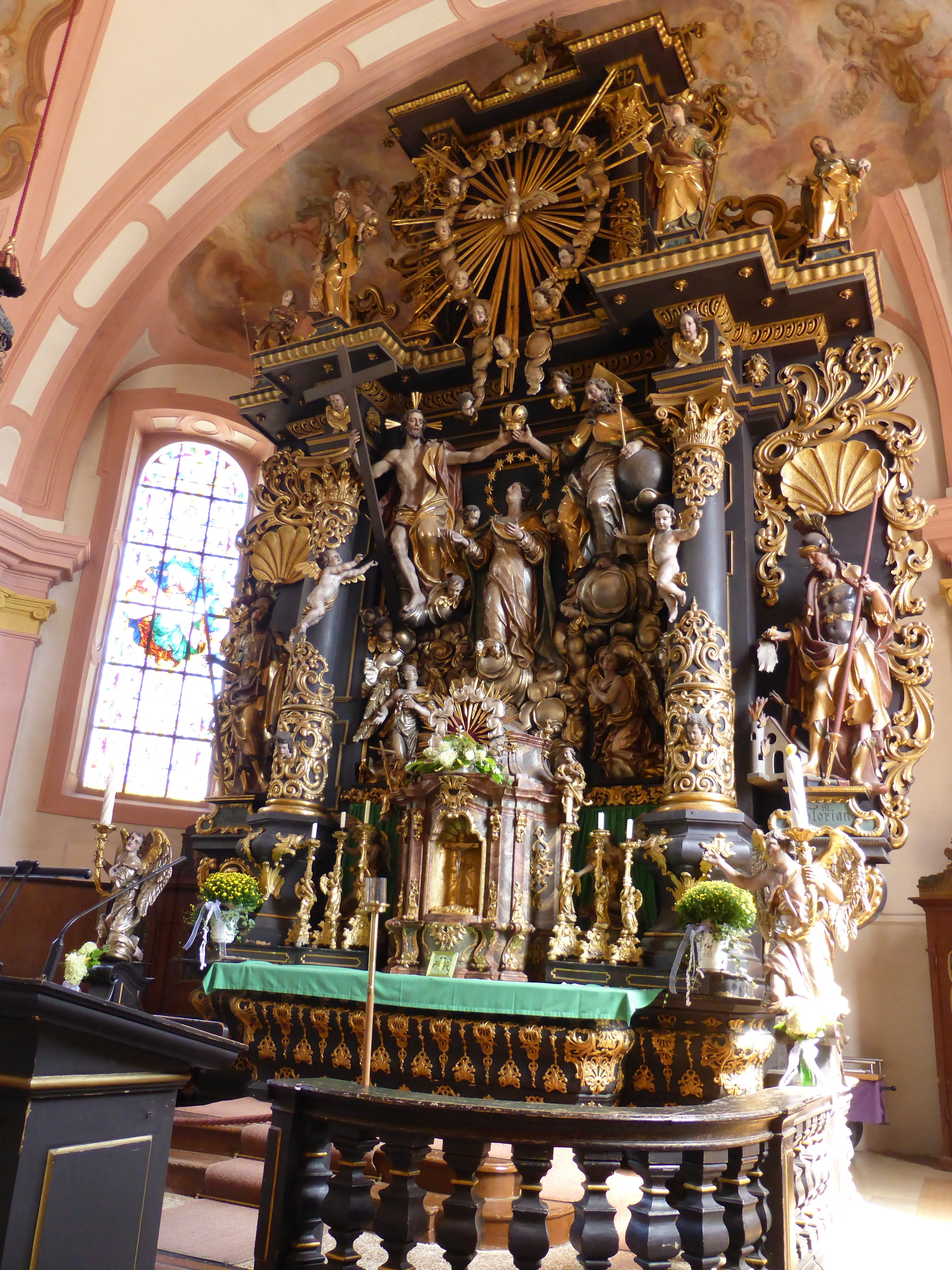
Hochaltar 1689 begonnen, mehrmals adaptiert
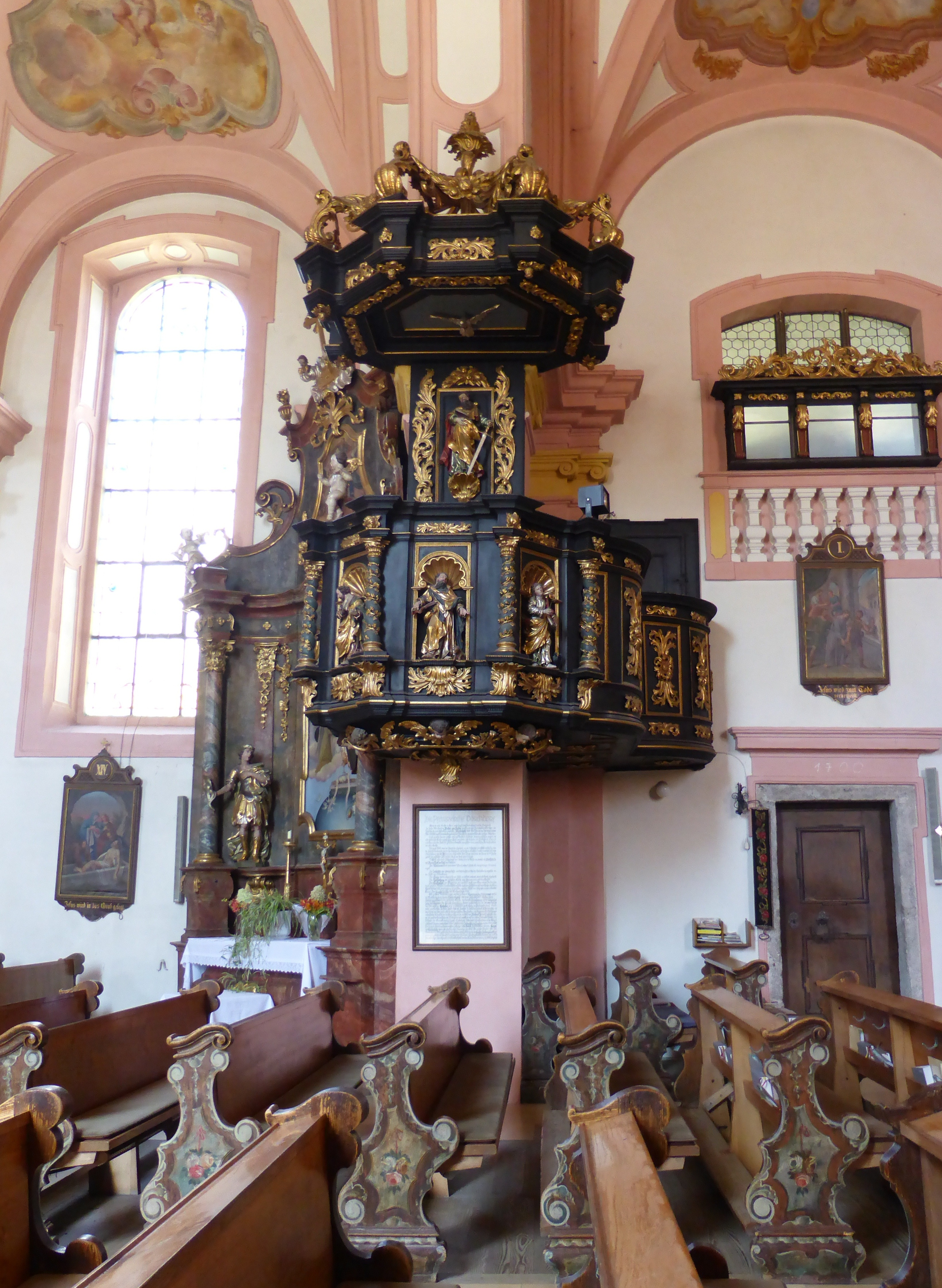
Kanzel, vor 1711